# THE KAROKU THEATER
『THE KAROKU THEATER』（ザ・カロク・シアター）は、2010年2月4日から2011年3月18日までの12:00から12:55まで、株式会社A&Aエンターテイメントが開設し、TOKYO MXにて放送していた、日本で初めての本格的な地上波における中国ドラマ枠であった。

## 内容
中国の最新ドラマコンテンツを放送するレギュラーのドラマ枠で、“中国の今”を伝えていくことを目的としていた。
これまで日本で放送された中国ドラマは、武侠ドラマと言われる15年以上前の香港作品がほとんどで、現在の日本市場で広く共感を得るのが難しい作品が少なくなかった。同枠では、これまで日本で余り見ることのできなかった中国最新の近現代ドラマの放送を通じて“中国の今”を日本に伝え、華流のブームアップを図る。

## 作品
| タイトル                       | 原題           | 第1回          | 最終回         | 回数   | 番組ページ |
| ------------------------------ | -------------- | -------------- | -------------- | ------ | ---------- |
| 新・上海グランド               | 新上海灘       | 2010年02月04日 | 2010年06月02日 | 全42話 |            |
| 彼と私と両家の事情             | 媳妇的美好时代 | 2010年06月03日 | 2010年08月28日 | 全36話 |            |
| 月と太陽の間で〜愛と欲望の絆〜 | 局中局         | 2010年09月01日 | 2010年11月03日 | 全28話 |            |
| 美麗人生                       | 我的美丽人生   | 2010年11月04日 | 2011年01月05日 | 全28話 |            |
| 紅の雫                         | 难为女儿红     | 2011年01月12日 | 2011年03月18日 | 全30話 |            |